# Craugastor rupinius
Craugastor rupinius é uma espécie de anfíbio da família Craugastoridae.
Pode ser encontrada nos seguintes países: El Salvador, Guatemala, México e possivelmente em Honduras.
Os seus habitats naturais são: florestas subtropicais ou tropicais húmidas de baixa altitude, regiões subtropicais ou tropicais húmidas de alta altitude, rios, plantações, jardins rurais e florestas secundárias altamente degradadas.
Está ameaçada por perda de habitat.